# Hemigaster insularis
Hemigaster insularis är en stekelart som beskrevs av Per Abraham Roman 1913. Hemigaster insularis ingår i släktet Hemigaster och familjen brokparasitsteklar. Inga underarter finns listade i Catalogue of Life.